# Anil Kumble
Anil Radhakrishna Kumble, kannada ಅನಿಲ್‌ ರಾಧಾಕೃಷ್ಣ ಕುಂಬⓘ (ur. 17 października 1970 w Bangalore), indyjski krykiecista, praworęczny bowler wrist spin. Reprezentant kraju, kapitan drużyny narodowej, zdobywca największej ilości wicketów wśród indyjskich bowlerów, trzeci rzucający który zdobył ponad 600 wicketów (po Shane Warne i Muttiah Muralitharan).
W roku 1995 został laureatem nagrody Arjuna Award.

## Odznaczenia
- Order Padma Shri (2005)